# Agnes Gerlach
Für die ungarische Wasserspringerin, siehe: Ágnes Gerlach.
Agnes Gerlach (* 3. August 1888 in Nürnberg; † 13. Dezember 1976 ebenda; gebürtig Agnes Metzger) war eine deutsche Frauenrechtlerin und Kommunalpolitikerin.
Gerlach entstammt der Familie der Lebkuchenfabrikanten Haeberlein-Metzger. Der frühe Tod ihrer beiden Kinder aus der Ehe mit dem Arzt Gerlach führten zur Hinwendung zu sozialen Belangen. 1916 gründete sie in Nürnberg eine Ortsgruppe des Verbandes Deutsche Frauenkultur, der sie bis 1956 vorstand. Von 1918 bis 1954 fungierte sie zudem als Vorsitzende des Gesamtverbandes. Im Rahmen der Öffentlichkeitsarbeit  gab sie eine Reihe verbandseigener Zeitschriften heraus. Zudem gehörte sie als Vertreterin der liberalen Deutschen Demokratischen Partei von 1919 bis 1924 als eine der ersten Frauen dem Nürnberger Stadtrat an.
Bei den Luftangriffen auf Nürnberg im Januar 1945 wurde die Geschäftsstelle ihres Verbandes in der Königstraße vollständig zerstört. Nach Kriegsende verfolgte sie die Errichtung eines Altenwohnheims. Aus dieser Initiative entstand in den Jahren 1959/60 das noch heute bestehende Albert-Schweitzer-Heim.

## Ehrungen
- 1966: Bundesverdienstkreuz am Bande
- 1975: Bürgermedaille der Stadt Nürnberg
- 2006: Benennung einer Neubaustraße im Nürnberger Stadtteil Neu-Katzwang

| Personendaten    | Personendaten                                     |
| ---------------- | ------------------------------------------------- |
| NAME             | Gerlach, Agnes                                    |
| ALTERNATIVNAMEN  | Metzger, Agnes                                    |
| KURZBESCHREIBUNG | deutsche Frauenrechtlerin und Kommunalpolitikerin |
| GEBURTSDATUM     | 3. August 1888                                    |
| GEBURTSORT       | Nürnberg                                          |
| STERBEDATUM      | 13. Dezember 1976                                 |
| STERBEORT        | Nürnberg                                          |